# Hermann Ringeling
Hermann Ringeling (* 12. Januar 1928 in Cuxhaven; † 3. Februar 2014 in Bern) war ein deutscher evangelischer Theologe.

## Leben
Hermann Ringeling studierte evangelische Theologie in Bethel und Mainz. Nach der Promotion am 5. Februar 1959 war er Oberkirchenrat, Gemeinde- und Studentenpfarrer in Hamburg, ab 1964 wissenschaftlicher Assistent am «Institut für christliche Gesellschaftswissenschaften» in Münster. Nach der Habilitation 1968 lehrte er von 1971 bis zu seiner Emeritierung 1991 als Professor für Theologische Ethik und Anthropologie an der Evangelisch-theologischen Fakultät der Universität Bern.

## Schriften (Auswahl)
- Die Frau zwischen gestern und morgen. Der sozialtheologische Aspekt ihrer Gleichberechtigung (= Studien zur evangelischen Sozialtheologie und Sozialethik. Band 10). Furche-Verlag, Hamburg 1962, OCLC 1067870956 (zugleich Dissertation, Hamburg 1959).
- Der Christ im Kampf ums Dasein. Darwinismus und christlicher Glaube heute (= Stundenbuch. Band 18). Furche-Verlag, Hamburg 1963, OCLC 32952689.
- Ethik des Leibes. Auf dem Weg zu neuen Formen (= Stundenbuch. Band 54). Furche-Verlag, Hamburg 1965, OCLC 637189886.
- Theologie und Sexualität. Das private Verhalten als Thema der Sozialethik (= Studien zur evangelischen Ethik. Band 5). Gütersloher Verlagshaus, Gütersloh 1968, OCLC 27059202 (zugleich Habilitationsschrift, Münster 1968).
- Beiträge zur Fundamental- und Lebensethik. Leben im Anspruch der Schöpfung (= Studien zur theologischen Ethik. Band 24). Herder, Freiburg im Breisgau / Wien 1988, ISBN 3-451-21225-0.
- Beiträge zur Fundamental- und Lebensethik. Christliche Ethik im Dialog (= Studien zur theologischen Ethik. Band 32). Herder, Freiburg im Breisgau / Wien 1991, ISBN 3-451-22151-9.
- Beiträge zur Fundamental- und Lebensethik. Freiheit und Liebe (= Studien zur theologischen Ethik. Band 58). Herder, Freiburg im Breisgau / Wien 1994, ISBN 3-7278-0927-2.
- Umbruch der Sitten – miterlebt und mitbetrieben. Ein Ethiker blickt zurück. TVZ, Zürich 2007, ISBN 3-290-17417-4.